# Olona
Die Olona ist ein 71 km langer Zufluss zum Po in der Lombardei in Italien und fließt durch Mailand. Sie entspringt im Ortsteil la Rasa in der Gemeinde Varese, am Sacro Monte di Varese im Naturpark Campo dei Fiori di Varese. Die Olona fließt durch das Valle Olona in der Poebene. Sie mündet in den Lambro Meridionale, der in den Lambro fließt, welcher wiederum in den Po mündet.
Der Fluss ist berühmt für die Valganna-Wasserfälle und die gleichnamigen Höhlen (45° 51′ 20″ N, 8° 49′ 23″ O).
Die Olona ist einer der am stärksten verschmutzen Flüsse Italiens. Sie hat einen mittleren Abfluss von 14 m³/s.

## Nebenflüsse
Die Olona zählt 39 Nebenflüsse. Die wichtigsten sind die Lura, die Bevera, der Gaggiolo, die Bozzente, die Vellone, die Rile, die Tenore, die Merlate, die Mussa, die Quadronna, die Selvagna und die Fredda.